# Элбакян, Лили Арменовна
Элбакян, Лили Арменовна (род. 11 мая 1986, Ереван) — армянская актриса театра и кино, театральный режиссёр.
Элбакян Лили Арменовна родилась 11 мая 1986 года в городе Ереване РА.
В 2008 окончила режиссёрский факультет Ереванского Института Театра и Кино.
С 2008 Ассистент руководителя курса актёрского мастерства Ереванского Института Театра и Кино
С 2006 — режиссёр-постановщик Ереванского Государственного Театра Марионеток.
С 2005- актриса, а с 2008 режиссёр Театра Комедии и Драмы им. Эдгара Элбакяна.

## Режиссёрские работы

### Театр комедии и драмы им. Эдгара Элбакяна
- Уи. Шекспир «Ромео и Джулиетта» 2011 г.
- А. Айвазян «Американский аджабсандал» 2010 г.
- Л. Элбакян «Красные фонари» 2008 г.
- Л. Андреев «Жизнь человека» 2007 г.
- Т. Уильямс «Стеклянный зверинец» 2006 г.

### Ереванский Государственный Театр Марионеток
- Льюис Кэрролл «Алиса в стране чудес» 2013г.
- Л. Элбакян  «Добро пожаловать в Лапландию» 2012г.
- Ханс Кристиан Андерсен «Лягушка принц» 2012г.
- Братья Гримм  «Гензел и Гретел» 2012г.
- Л. Элбакян «Свадьба в Рождество»  2010 г.
- Ованес Туманян «Умный и глупый»  2008 г.
- Ованес Туманян «Бесхвостый лис» 2007 г.
- Л. Элбакян «Город нарисованный углем» 2006г

## Актёрские работы
- Джин — «Ох уж эти свободные бабочки» Л. Герш 2009 г.
- Джо — «Вкус меда» Ш. Дилани 2008 г.
- Олеся — «Олеся» Куприн 2006 г.
- Время (автор) — «И миг умолк…» Э. Элбакян младший 2006 г.
- Дульсинея — «Человек из Ла Манчи» М. Сервантес 2005 г.
- Герда — «Снежная королева» Х. К. Андерсен 2005 г.

## Кино работы
- 2010 «Чнчик» — Чнчик
- 2009 «Ереванские этюды» или «Такси — Эли лава» — девочка
- 2008 «Прощание с Мери» — Мери
- 1994 «Где ты был человек Божий?» — дочка

## Премии и награды
- 2014 — «Золотая медаль» Министерства Культуры РА
- 2014 — Люди года 2013 «LUXURY» — актриса года
- 2011 — Национальная Премия Армении «Артавазд 2011» — Лучший молодой режиссёр
- 2010 — I Премия фестиваля им. А. Айвазяна в номинации «Лучший спектакль года», «Американский аджабсандал»
- 2010 — Национальная Премия Армении «Артавазд» — Лучшая молодая актриса
- 2006 — Национальная Премия Армении «Артавазд» в номинации «Лучший спектакль года» за роль Дульсинеи «Человек из Ла Манчи» М. Сервантес